# Drive eO
Drive eO — латвийская компания, которая занимается разработкой электромобилей и гибридных электроавтомобилей. Основана в 2011 году. Её инженеры создали первый гибридный электроавтомобиль для ралли Дакар 2012, который успешно финишировал (экипаж — Марис Сауканс и Андрис Дамбис). Компания также разработала серию электромобилей для гонок Pikes Peak International Hill Climb, а в 2015 году пилот Рис Миллен на гоночном автомобиле eO PP03 установил рекорд для электромобилей и одержал итоговую победу.

## OSCar eO

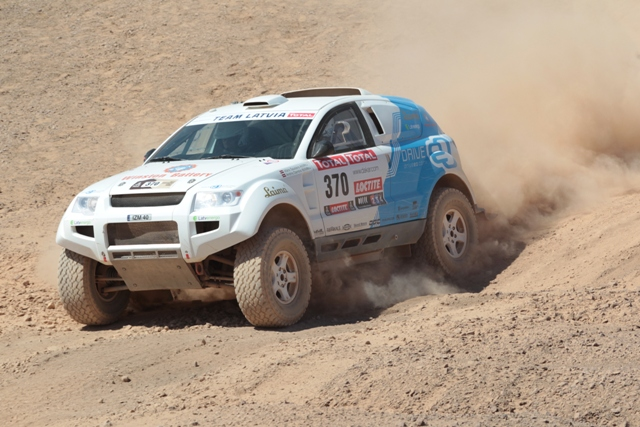
OSCar eO на ралли Дакар-2012

Автомобиль OSCar eO основан на полноприводном автомобиле для ралли OSCar O3, производящимся компанией OSC. В нём присутствует гибридная трансмиссия. Технические характеристики следующие:
| Двигатель                 | Синхронная машина с постоянным магнитом и двумя инверторами, номинальный крутящий момент 440 Нм, пиковый — 800 Нм, номинальная мощность 150 кВт, пиковая — 335 кВт |
| Управление ходовой частью | eO мастер-контроллер |
| Аккумулятор               | Литий-ионный аккумулятор Winston Battery с системой управления, напряжение 512 В, энергия 51,2 кВ*ч                                                                |
| Расширитель диапазона     | Синхронная машина с постоянным магнитом и одним инвертором, мощность 80 кВт, двигатель Nissan VQ35DE IC, запас топлива 240 л                                       |
| Зарядное устройство       | Внешнее зарядное мощностью 10 кВт |
| Автономность              | До 1000 км (зависит от поверхности) |
| Коробка передач           | 6-скоростная кулачковая Секвентальная коробка передач |
| Масса                     | 2800 кг |

OSCar eO участвовал в трёх ралли:
| Год  | Ралли                 | Маршрут                         | Команда                       | Место в категории                            | Итоговое место | Финишировало машин | Стартовало машин |
| ---- | --------------------- | ------------------------------- | ----------------------------- | -------------------------------------------- | -------------- | ------------------ | ---------------- |
| 2012 | Ралли «Дакар»         | Мар-дель-Плата — Копиапо — Лима | Марис Сауканс / Андрис Дамбис | 2-е место NRJ Challenge                      | 77             | 78                 | 161              |
| 2012 | Ралли «Шёлковый путь» | Москва — Геленджик              | Андрис Дамбис / Марис Сауканс | Победитель Green Challenge                   | 21             | 60                 | 81               |
| 2013 | Африка Рейс           | Сен-Сиприен — Дакар             | Марис Сауканс / Улдис Дзенис  | Победитель категории экспериментальных машин | 8              | 33                 | 39               |

## eO PP01
В автомобиле — полноприводная электрическая трансмиссия с установленным внутри мотором и ходовая часть от гоночного автомобиля Aquila CR1. Технические характеристики:
| Двигатель                 | 4 электромотора YASA-750 жидкостного охлаждения, пиковая мощность 400 кВт, пиковый крутящий момент 3000 Нм |
| Управление мотором        | Четыре контроллера электромоторов жидкостного охлаждения SEVCON                                            |
| Управление ходовой частью | eO мастер-контроллер                                                                                       |
| Аккумулятор               | Аккумулятор eO 50 кВт с интегрированной системой управления                                                |
| Зарядное устройство       | Внешнее зарядное eO мощностью 80 кВт                                                                       |
| Масса                     | 1050 кг |

Машина участвовала в гонке Pikes Peak International Hill Climb в 2013 году, ею управлял Янис Гореликс. Из-за погодных условий дорога была скользкой, и Гореликс сошёл с дистанции, не справившись с управлением при повороте налево у Halfway Picnic Grounds. В сентябре 2013 года на латвийском телеканале LTV7 в программе «Tavs auto» был показан документальный фильм о проекте «Uzvaras cena».

## eO PP02

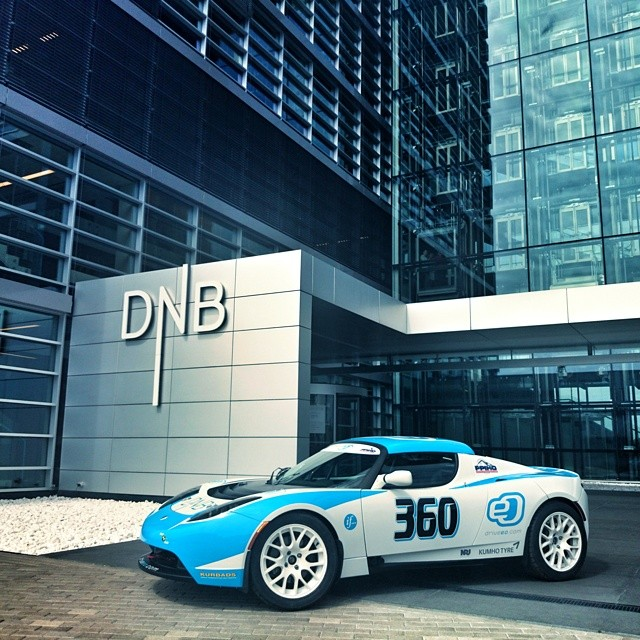
eO PP02 на основе Tesla Roadster

Drive eO вернулась на Pikes Peak International Hill Climb в 2014 году с новым автомобилем с ходовой частью от Tesla Roadster. Впервые в истории марка Tesla была представлена на международном соревновании по автоспорту. При сохранении ходовой части было решено заменить трансмиссию на Drive eO для проверки новых компонентов перед их включением в последующие проекты. Управлявший машиной Янис Гореликс занял 5-е место в классе машин с электромодификациями с результатом 12:57.536. Технические характеристики:
| Двигатель                 | Электромотор жидкостного охлаждения YASA, пиковая мощностью 360 кВт, пиковый крутящий момент 800 Нм |
| Управление ходовой частью | eO мастер-контроллер                                                                                |
| Аккумулятор               | Аккумулятор eO 40 кВт с интегрированной системой управления                                         |
| Масса                     | 1060 кг                                                                                             |

## eO PP03
Следующим шагом стала разработка автомобиля eO PP03 для 93-го заезда Pikes Peak International Hill Climb, состоявшегося 28 июня 2015 года. Основу для машины составила электрическая трансмиссия мощностью 1 МВт и трансмиссия с полным приводом. Гонщик Рис Миллен, управлявший этой машиной, одержал итоговую победу.
| Электротрансмиссия      | Шесть электромоторов YASA с контроллерами Drive eO, пиковая мощность 1020 кВт, пиковый крутящий момент 2160 Нм |
| Аккумулятор             | Литий-ионный аккумулятор 50 кВ*ч с встроенной системой управления                                              |
| Стандартная трансмиссия | Полноприводная, ограниченные дифференциалы осей, одиночный редуктор                                            |
| Ходовая часть           | Пространственная рама из стальных труб с углепластиковым кузовом                                               |
| Рулевое управление      | Электрический руль                                                                                             |
| Подвеска                | Съёмные амортизаторы                                                                                           |
| Тормоза                 | Вентилируемые тормозные диски, диаметр спереди 378 мм, диаметр сзади 330 мм                                    |
| Шины и диски            | Шины 320/710 R18, диски 13” × 18”                                                                              |
| Масса                   | 1150 кг |
| Максимальная скорость   | 260 км/ч |

Рис Миллен одержал победу с результатом 9:7.222 и установил рекорд

## eO PP100
В 2016 году на автомобиле eO PP100 с мощностью 1620 л.с., пиковым крутящим моментом 2520 Нм и массой 1200 кг Рис Миллен установил новый рекорд — 8:57.118.